# مينا (لبنان)
الـمينا  أو بالأحرى «الميناء» هي منطقة في لبنان وتمثّل حاليّا الجزء البحريّ لمدينة طرابلس في محافظة الشمال؛ كما كانت هي بالضبط مدينة طرابلس القديمة والتي بقيت ضمنًا حتى المرحلة التاريخيّة لإمارة طرابلس الصليبيّة، حيث تمّ توسيع المدينة ونقل مركزها في العهد القلاووني إلى المدينة القديمة أو وسط المدينة المعروف حاليّا التل.